# Maurizio Taddei
Maurizio Taddei (Roma, 3 marzo 1936 – Roma, 5 febbraio 2000) è stato un archeologo e orientalista italiano, indianista di fama internazionale.

## Biografia
Laureatosi nel 1961 in lettere classiche alla "Sapienza" di Roma con una tesi - di cui fu relatore Mario Bussagli - sui monili venuti alla luce negli scavi archeologici di Taxila (Pakistan), Taddei partecipò senza soluzione di continuità alle campagne di scavo dell'IsMEO in Iran, Afghanistan, Pakistan] e Nepal. In Pakistan fu direttore dal 1967 al 1977 della missione archeologica che fu impegnata nella zona dell'area sacra buddista di Tapa Sardār (Ghazni) e nel 1995 ricoprì analoga funzione in Pakistan.
Dal 1964 al 1974 operò in veste di archeologo delle antichità e belle arti nel Museo Nazionale d'Arte Orientale a Roma.
Fu dal 1968 professore incaricato all'Istituto Universitario Orientale di Napoli e dal 1976 professore ordinario di "archeologia e storia dell'arte dell'India" per diventare, nel 1981/82 - 1983/84, rettore di quello stesso ateneo.

Nel 2000 gli è stata dedicata a Palazzo Corigliano la Biblioteca del Dipartimento di Studi Asiatici dell'Università di cui rettore.
Dal 1968 fece parte della redazione della rivista dell'IsMEO East and West, di cui nel 1997 divenne presidente.
Fu membro di numerose associazioni culturali italiane ed estere e ricoprì diverse funzioni accademiche nell'IUO di Napoli e in altre istituzioni universitarie straniere (Research Institute for Humanistic Studies di Kyoto, Collège de France a Parigi), nonché apprezzato conferenziere in tutto il mondo, partecipando inoltre a numerose commissioni di concorso universitario e di dottorato in Italia, Germania (Berlino e Halle), Regno Unito (Cambridge), Stati Uniti (Los Angeles), Francia (Strasburgo), Svizzera (Losanna), India (Madras e Madurai) e Austria (Vienna).
Si occupò anche di storia degli studi orientali in Italia (specialmente apprezzate furono le sue pubblicazioni sull'opera di Angelo De Gubernatis ("Angelo De Gubernatis: Europa e Oriente nell'Italia umbertina") e fu direttore della collana «Matteo Ripa», fondatore del Collegio dei Cinesi nel XVIII secolo che, attraversando diverse sue denominazioni, divenne poi l'Istituto Universitario Orientale di Napoli e, oggi, l'Università degli Studi di Napoli "L'Orientale".
Scrisse circa 230 contributi scientifici incentrati sulla storia dell'arte e sulla storia del subcontinente indiano, specialmente sull'arte del Gandhāra, di cui fu uno dei massimi conoscitori a livello mondiale.

## Opere
Tra le quasi 230 opere a stampa si possono ricordare:
- Inde (Archaeologia Mundi), Genève-Paris-Munich, 1970, 267 pp. 1970 [trad. inglese: India, e tedesca: Indien)
- India antica, Milano, 1972, 191 pp. [trad. inglese: India, London, 1977);
- "Appunti sull'iconografia di alcune manifestazioni luminose del Buddha", su: Gururājamañjarikā. Studi in onore di Giuseppe Tucci, Napoli, Istituto Universitario Orientale, 1974, pp. 435-449;
- "A New Early Šaiva Image from Gandhāra", su: J. Schotsman & M. Taddei eds., South Asian Archaeology 1983, Napoli, IUO, 1985, II, pp. 615-628;
- "Non Buddhist Deities in the Gandharan Art - Some New Evidence", su: G. Brucher, W.T. Müller, H. Schweigert & B. Wagner, eds., Orient und Okzident im Spiegel der Kunst. Festschrift Heinrich Gerhard Franz zum 70. Geburtstag, Graz, 1987, pp. 389-398.;
- "Was bedeutete der Buddhismus für die frühe indische Kunst?", su: D.E. Klimburg-Salter, Buddha in Indien: Die frühindische Skulptur von König Ašoka bis zur Guptazeit, Kunsthistorisches Museum Wien, 2, April bis 16. Juli 1995, Milano-Wien, 1995, pp. 41-49;
- "Greek Fretwork in India: A Significan Presence", su: R. & B. Allchin, eds., South Asian Archaeology 1995, Cambridge, 1997, vol. 2, pp. 563-571.